# Lithosia fukienica
Lithosia fukienica là một loài bướm đêm thuộc phân họ Arctiinae, họ Erebidae.